# Gmina Chąśno
Gmina Chąśno je polská vesnická gmina v okrese Łowicz v Lodžském vojvodství. Sídlem správy gminy je ves Chąśno.
V roce 2019 zde žilo 2 912 obyvatel. Gmina má rozlohu 71,82 km² a zabírá 7,27 % rozlohy okresu.

## Části gminy
Błędów, Chąśno, Chąśno Drugie, Goleńsko, Karnków, Karsznice Duże, Karsznice Małe, Marianka, Mastki, Niespusza-Wieś, Nowa Niespusza, Przemysłów, Sierżniki, Skowroda Południowa, Skowroda Północna, Wyborów

## Sousední gminy
| Růžice kompasu |        | Kiernozia        |                      | Růžice kompasu |
| Růžice kompasu | Zduny  | Sever            | Kocierzew Południowy | Růžice kompasu |
| Růžice kompasu | Zduny  | Gmina Chąśno     | Kocierzew Południowy | Růžice kompasu |
| Růžice kompasu | Zduny  | Jih              | Kocierzew Południowy | Růžice kompasu |
| Růžice kompasu | Łowicz | Łowicz (městská) | Łowicz               | Růžice kompasu |